# Juozas Storpirštis
Juozas Storpirštis (* 28. Mai 1947 in Vilkaviškis, Litauische SSR) ist ein Basketballschiedsrichter der FIBA, Sportpädagoge und Kommunalpolitiker, ehemaliger Vizebürgermeister.

## Leben
Nach dem Abitur 1965 an der 4. Mittelschule Marijampolė absolvierte Juozas Storpirštis das Studium 1969 am Lietuvos kūno kultūros institutas. Von 1969 bis 1970 war er Trainer in der Sportschule Marijampolė. Ab 1971 lehrte Juozas Storpirštis als Sportlehrer und Basketball-Trainer an der 1. Mittelschule in Jonava (jetzt Jeronimas-Ralys-Gymnasium Jonava).
1968 wurde Storpirštis litauischer Meister im Basketball mit BC „Atletas“ Kaunas. Er war Trainer von BC „Statyba“ Jonava. Seit 1984 ist er Schiedsrichter von FIBA, seit 2000 ist er Kommissar von FIBA; technischer Kommissar der Lietuvos krepšinio lyga (LKL).
Ab 1998 war Storpirštis Mitglied der Lietuvos socialdemokratų partija. Von 2000 bis 2003 war Mitglied im Stadtrat der Rajongemeinde Jonava. Von 2004 bis 2007 war er Vizebürgermeister der Rajongemeinde Jonava. 2011 nahm er an der Kommunalwahl in der Liste von Lietuvos valstiečių liaudininkų sąjunga und 2015 von Lietuvos valstiečių ir žaliųjų sąjunga. Er war Mitglied von Valstiečių liaudininkų sąjunga.

## Familie
Juozas Storpirštis ist verheiratet. Mit seiner Frau Dalija hat er die Kinder Remigijus und Mantas.